# Đại học (Việt Nam)
Đại học, còn được gọi là đại học đa thành viên hay hệ thống đại học, là một loại hình cơ sở giáo dục tại Việt Nam, cung cấp giáo dục bậc đại học, sau đại học và có thẩm quyền cấp bằng trong nhiều lĩnh vực học thuật khác nhau. Một đại học có thể bao gồm các đơn vị thành viên (trường đại học, phân hiệu) và đơn vị trực thuộc (trường, khoa, viện), mang nhiệm vụ đào tạo, nghiên cứu nhiều lĩnh vực, các đơn vị cấu thành đại học cùng thống nhất thực hiện mục tiêu, sứ mạng, nhiệm vụ chung.

## Lịch sử
Viện đại học là tên gọi của hầu hết các cơ sở giáo dục đại học ở Việt Nam dưới chính thể Việt Nam Cộng hòa, ví dụ: Viện Đại học Sài Gòn, Viện Đại học Huế, Viện Đại học Đà Lạt, Viện Đại học Vạn Hạnh. Đây là mô hình tương tự như university của Hoa Kỳ và Tây Âu, cùng với nó là hệ thống đào tạo theo tín chỉ. Mỗi viện đại học bao gồm nhiều phân khoa đại học (thường gọi tắt là phân khoa) hoặc trường hay trường đại học. Trong mỗi phân khoa hay trường có các ngành; mỗi ngành tương ứng với một ban (tương đương với đơn vị khoa hiện nay). Giáo dục Việt Nam thời Liên bang Đông Dương có một cơ sở giáo dục theo mô hình viện đại học là Viện Đại học Đông Dương (Université Indochinoise) thành lập vào năm 1907; sau 1945 đổi tên thành Viện Đại học Hà Nội. Việt Nam hiện nay không có cơ sở giáo dục nào mà tên chính thức chứa từ "viện đại học".
Ở miền Nam Việt Nam trước 1975 còn có mô hình viện đại học bách khoa. Đây là một cơ sở giáo dục đại học đa ngành và đa lĩnh vực tương tự như mô hình viện đại học, nhưng chú trọng hơn đến các ngành thực tiễn. Năm 1973, Viện Đại học Bách khoa Thủ Đức được thành lập dựa theo mô hình polytechnic university ở California, Hoa Kỳ. Đây là viện đại học bách khoa duy nhất từng tồn tại ở Việt Nam. Trong thời gian đầu, Viện Đại học Bách khoa Thủ Đức có các trường đại học chuyên về nông nghiệp, kỹ thuật, giáo dục kỹ thuật, khoa học tự nhiên và nhân văn, kinh tế và quản trị, và thiết kế đô thị; ngoài ra còn có trường đào tạo sau đại học. Các trường này được gom chung lại trong một khuôn viên rộng lớn, tạo một môi trường gợi hứng cho tri thức suy luận, với một cảnh trí được thiết kế nhằm nâng cao óc sáng tạo; quản lý hành chính tập trung để tăng hiệu năng và giảm chi phí.
Từ đầu thập niên 1990, Chính phủ nước Cộng hòa xã hội chủ nghĩa Việt Nam lập ra các đại học quốc gia và đại học cấp vùng bằng cách gộp một số trường đại học đang tồn tại độc lập lại với nhau. Hiện nay Việt Nam có 02 đại học quốc gia là Đại học Quốc gia Hà Nội và Đại học Quốc gia Thành phố Hồ Chí Minh, 03 đại học vùng là Đại học Huế, Đại học Đà Nẵng và Đại học Thái Nguyên, và 02 đại học theo lĩnh vực là Đại học Bách khoa Hà Nội và Đại học Kinh tế Thành phố Hồ Chí Minh. Các đại học này có mô hình gần giống với viện đại học; mỗi đại học có vài trường đại học thành viên hoặc trường trực thuộc, và áp dụng toàn bộ hệ thống học theo tín chỉ.

## Phân loại
Theo Luật Giáo dục đại học 2012, bổ sung, sửa đổi một số điều năm 2018, hiện nay có 03 loại đại học, bao gồm Đại học Quốc gia, Đại học vùng và Đại học theo lĩnh vực (còn gọi là đại học tương đương vùng).

### Đại học quốc gia
Đại học quốc gia là trung tâm đào tạo, nghiên cứu khoa học, công nghệ đa ngành, đa lĩnh vực chất lượng cao, được Nhà nước ưu tiên đầu tư phát triển, có quyền tự chủ cao trong các hoạt động về đào tạo, nghiên cứu khoa học, tài chính, quan hệ quốc tế và tổ chức bộ máy. Đại học Quốc gia chịu sự quản lý nhà nước của Bộ Giáo dục và Đào tạo, của các bộ, ngành khác và Ủy ban nhân dân các cấp nơi đại học quốc gia đặt địa điểm, trong phạm vi chức năng theo quy định của Chính phủ và phù hợp với pháp luật.
Các Đại học Quốc gia từng trực thuộc Chính phủ, chịu sự chỉ đạo trực tiếp của Thủ tướng Chính phủ; Giám đốc và Phó Giám đốc ĐHQG do Thủ tướng bổ nhiệm, miễn nhiệm.
Hiện tại hai ĐHQG đã chuyển về trực thuộc Bộ Giáo dục và Đào tạo.
Đại học quốc gia được làm việc trực tiếp với các bộ, cơ quan ngang bộ, cơ quan thuộc Chính phủ, Ủy ban nhân dân tỉnh, thành phố trực thuộc trung ương để giải quyết những vấn đề liên quan đến đại học quốc gia. Khi cần thiết, giám đốc đại học quốc gia báo cáo Thủ tướng Chính phủ về những vấn đề liên quan đến hoạt động và phát triển của đại học quốc gia.
Các đại học quốc gia bao gồm:
- Đại học Quốc gia Hà Nội
- Đại học Quốc gia Thành phố Hồ Chí Minh

### Đại học vùng
Đại học vùng là cơ sở giáo dục đại học công lập bao gồm các cơ sở giáo dục đại học thành viên, các đơn vị trực thuộc đại học vùng, tổ chức theo hai cấp, đào tạo đa ngành, đa lĩnh vực các trình độ của giáo dục đại học và thực hiện công tác nghiên cứu khoa học, chuyển giao công nghệ đáp ứng nhu cầu phát triển kinh tế - xã hội của vùng, miền và cả nước.
Đại học vùng trực thuộc Bộ Giáo dục và Đào tạo.
Đại học vùng chịu sự quản lý của Ủy ban nhân dân tỉnh, thành phố trực thuộc trung ương (gọi chung là Ủy ban nhân dân cấp tỉnh) nơi đại học vùng đặt trụ sở trong các lĩnh vực được phân công theo quy định của của pháp luật; có tư cách pháp nhân, có con dấu và tài khoản riêng.
Một số trường đại học như Trường Đại học Cần Thơ đã thành lập các trường trực thuộc (Trường Bách khoa, Trường Kinh tế, Trường Nông nghiệp,Trường Công nghệ Thông tin và Truyền thông,...), xây dựng đề án để phát triển trong giai đoạn 2020 - 2025 tự chủ tài chính, nâng cấp thành Đại học Cần Thơ là đại học vùng thứ tư.
Các đại học vùng bao gồm:
- Đại học Đà Nẵng
- Đại học Huế
- Đại học Thái Nguyên
- Đại học Cần Thơ

### Đại học theo lĩnh vực
Hiện nay, một số trường đại học tại Việt Nam đã và đang xây dựng đề án tái cơ cấu, chuyển đổi sang mô hình đại học nhằm mở rộng quy mô đào tạo và hoạt động theo từng lĩnh vực nhất định. Các Đại học theo lĩnh vực thường trực thuộc các Bộ (Đại học Bách khoa Hà Nội trực thuộc Bộ Giáo dục và Đào tạo).
Các ĐH loại này thường đào tạo theo một hoặc một vài lĩnh vực, chỉ bao gồm các đơn vị đào tạo và nghiên cứu trực thuộc.
Mỗi trường có các hệ đào tạo từ đại học đến sau đại học, đóng vai trò phân chia quản lý đào tạo hiệu quả, tối ưu hóa nguồn nhân lực, nâng cao chất lượng dạy và học. Phát huy ưu điểm vượt trội của các Đại học, nâng cao tính cạnh tranh của cơ sở đào tạo (Mô hình cấu trúc giống Viện Đại học - University ở nước ngoài). Mô hình quản lý đào tạo cũng tương tự các Viện Đại học danh tiếng, xếp thứ hạng cao trên thế giới như Viện Đại học Harvard cũng chỉ bao gồm các đơn vị trực thuộc: Trường Luật Harvard (Harvard Law School), Trường Y Harvard (Harvard Medical School), Trường Nha khoa (Harvard School of Dental Medicine),...
Mô hình phân mảnh quản lý và đào tạo cũng đang được thực hiện ở nhiều trường đại học công lập và ngoài công lập ở Việt Nam. Ví dụ, Viện Đào tạo Răng Hàm Mặt, Trường Đại học Y Hà Nội cũng có các cơ quan, phòng chức năng về quản lý đào tạo, quản lý cơ sở vật chất và giáo tài, quản lý nghiên cứu khoa học phù hợp với thẩm quyền của cơ sở đào tạo được Hiệu trưởng Trường đại học, Giám đốc Đại học quy định. Phân chia nhiệm vụ, tăng cường trách nhiệm và tính tự chủ cho từng cơ sở đào tạo. Cấp trên, cấp chủ quản không ôm đồm nhiệm vụ, cấp dưới được phép thực hiện nhiều nhiệm vụ trong thẩm quyền hơn.
Các đại học theo lĩnh vực bao gồm:
- Đại học Bách khoa Hà Nội
- Đại học Kinh tế Quốc dân
- Đại học Kinh tế Thành phố Hồ Chí Minh

### Đại học tư thục
Hiện Việt Nam tồn tại hai đại học tư thục là Đại học Duy Tân và Đại học Phenikaa.

## Cơ cấu tổ chức
Một đại học có thể bao gồm các đơn vị thành viên, đơn vị thuộc và đơn vị trực thuộc. Đơn vị thành viên là trường đại học, viện nghiên cứu có tư cách pháp nhân, do Thủ tướng Chính phủ thành lập, cho phép thành lập theo quy định của pháp luật; được tự chủ trong tổ chức và hoạt động theo quy định của pháp luật, quy chế tổ chức và hoạt động của đại học. Đơn vị trực thuộc là đơn vị có tư cách pháp nhân của cơ sở giáo dục đại học, do hội đồng trường, hội đồng đại học quyết định thành lập; tổ chức và hoạt động theo quy định của pháp luật, quy chế tổ chức và hoạt động của cơ sở giáo dục đại học. Một đơn vị thành viên cũng có thể bao gồm nhiều đơn vị trực thuộc bên trong.
.Một đơn vị trực thuộc, cho dù mang tính tự chủ khá cao nhưng có quyền hạn và thẩm quyền ít hơn một đơn vị thành viên. Một đơn vị thành viên có quyền tự chủ cao, có con dấu và tài khoản riêng, tự chủ trong công tác cấp bằng tốt nghiệp. Nhưng đơn vị trực thuộc thì thường không có quyền cấp bằng tốt nghiệp, mà phải do Giám đốc Đại học hoặc Hiệu trưởng Trường đại học; chứ Hiệu trưởng một trường trực thuộc không cấp bằng tốt nghiệp. Ví dụ: Nếu sinh viên theo học tại Trường Khoa học liên ngành và Nghệ thuật, ĐHQGHN thì bằng tốt nghiệp đại học, sau đại học của trường này do Giám đốc ĐHQGHN ký và cấp bằng (do trường này là một trường trực thuộc, chưa phải một trường đại học thành viên). Nếu sinh viên theo học tại Trường Đại học Y Dược, ĐHQGHN thì bằng tốt nghiệp sẽ do Trường Đại học Y Dược cấp.
Không giống với mô hình viện đại học (university) phổ biến tại Mỹ, các đơn vị thành viên gần như biệt lập với nhau; sinh viên từ một trường thành viên này thường không học để tích lũy tín chỉ từ một trường thành viên khác. Có thể nói là mô hình đại học là một sự kết hợp giữa mô hình phân mảnh ngành học và phân mảnh cơ sở giáo dục của Liên Xô và mô hình viện đại học, và vẫn mang nặng đặc điểm của mô hình phân mảnh của Liên Xô.
Một khác biệt giữa các Đại học theo lĩnh vực với các ĐHQG và ĐH vùng là ĐH theo lĩnh vực thường chỉ đào tạo theo một hoặc một vài lĩnh vực nhưng đa ngành, rất nhiều ngành. Các ĐHQG và ĐH vùng bao gồm cả các đơn vị thành viên và các đơn vị trực thuộc. Trong đó, các đơn vị thành viên có tư cách pháp nhân riêng, con dấu và tài khoản riêng, có thể trực tiếp làm việc với các đơn vị đào tạo khác, cả cơ quan trong và ngoài nước mà không phải thông qua Ban Giám đốc ĐH. Các ĐH theo lĩnh vực chỉ bao gồm các đơn vị trực thuộc và đơn vị thuộc, thực hiện phân mảnh, phân quyền mạnh trong quản lý và đào tạo.
Hiện nay, 02 đại học quốc gia và 03 đại học vùng đều có cả đơn vị thành viên (trường đại học) và đơn vị trực thuộc (trường, khoa), riêng 02 đại học theo lĩnh vực là Đại học Bách khoa Hà Nội và Đại học Kinh tế Thành phố Hồ Chí Minh chỉ có đơn vị trực thuộc (trường), không có đơn vị thành viên.

### Nâng cấp trường đại học thành đại học
Theo Nghị định 99/2019/NĐ-CP quy định chi tiết và hướng dẫn thi hành một số điều của luật sửa đổi, bổ sung một số điều của Luật Giáo dục đại học, để được chuyển từ trường đại học lên đại học, các trường phải đáp ứng các điều kiện sau:
- Trường đại học đã được công nhận đạt chuẩn chất lượng cơ sở giáo dục đại học bởi tổ chức kiểm định chất lượng giáo dục hợp pháp;
- Có ít nhất 3 trường thuộc trường đại học được thành lập theo quy định; có ít nhất 10 ngành đào tạo đến trình độ tiến sĩ; có quy mô đào tạo chính quy trên 15.000 người;
- Có ý kiến chấp thuận của cơ quan quản lý trực tiếp đối với trường đại học công lập; có sự đồng thuận của các nhà đầu tư đại diện ít nhất 75% tổng số vốn góp đối với trường đại học tư thục, trường đại học tư thục hoạt động không vì lợi nhuận.

Trường Đại học Cần Thơ đang có đề xuất và xin hỗ trợ về thủ tục từ Bộ Giáo dục và Đào tạo để trở thành đại học vùng thứ tư và chính thức trở thành Đại học Cần Thơ từ ngày 15/07/2025 theo quyết định số 1531/QĐ-TTgsố của Thủ tướng Chính phủ. Một số trường đại học, như Trường Đại học Kinh tế Quốc dân đã bắt đầu áp dụng đề án nâng cấp thành đại học một cách không chính thức (chủ yếu về mặt truyền thông và quản lý nội bộ) trong thời gian chờ đợi phê duyệt từ Chính phủ để chính thức trở thành đại học theo lĩnh vực.

## Nhầm lẫn về tên gọi

### Đại họcvàtrường đại học
Vì mang tên gọi gần giống nhau nên các đại học ở Việt Nam thường xuyên bị nhầm lẫn với trường đại học. Tháng 10 năm 2009, một số đại biểu Quốc hội đưa ra đề nghị gọi tên các đại học quốc gia và đại học vùng là viện đại học.

### Universityvàcollege
Hiện nay cả đại học và trường đại học tại Việt Nam đều được dịch sang tiếng Anh là "university", điều này tạo ra mô hình "university" trong "university" vốn không tồn tại ở quốc gia nào trên thế giới. Nguyên Phó Thủ tướng Vũ Đức Đam từng nhận xét tên gọi bằng tiếng nước ngoài của các cơ sở giáo dục rất lộn xộn, việc đặt tên trường bằng tiếng nước ngoài tưởng là nhỏ nhưng hậu quả lại lớn.
Trong một bài viết trên tờ VnExpress của tác giả Nguyễn Nghĩa vào năm 2014. Tác giả đưa ra quan điểm rằng:
Nếu nhìn ở góc độ của người Mỹ, các trường đại học Việt Nam đều là college vì mỗi trường chỉ đào tạo một lãnh vực riêng biệt. Ví dụ, [Trường] Đại học Bách khoa Hà Nội chỉ đào tạo kỹ sư, nên nó chỉ có thể là College of Engineering, [Trường] Đại học Kinh tế là College of Business, [Trường] Đại học Y là College of Medicine, [Trường] Đại học Y Dược chỉ có thể là College of Medicine and Pharmacy, [Trường] Đại học Sư phạm là College of Education. Nhưng nếu đem Việt Nam ra so sánh với các nước khác trên thế giới, việc sử dụng từ university hay college cũng có thể được thay đổi tùy theo hoàn cảnh. Cho nên, việc dịch tên các trường đại học ở Việt Nam sang tiếng Anh quan trọng nhất là đúng ý nghĩa và chức năng của từng trường và cần có sự thống nhất giữa các trường.